# 狂雲集
『狂雲集』（きょううんしゅう）は、一休宗純による風狂破格の世界を呈する漢詩集。ほとんどが七言絶句で、狂雲とは一休の号である。

## 概説
仏を敬い、先人を尊ぶ作品の一方で破戒や自己嫌悪が見られ、仏門の求道者の自分を詠んでいるかと思えば、女色に耽溺する自己を詠むといった具合で、この書名のように狂雲集の世界は尋常一様でない。しかし本作品は、詩の型式をとる説法という形で衆人に示された、一休は、自らを風狂の狂客とし、歓楽街を徘徊したが、世人は常識を超然した姿を一種畏敬の念を持って観ていた。五山のいわゆる官学に対してではなく、庶民や茶人・連歌師・文化人に影響を与えている。応仁年間にすでに狂雲集は存在していたが、没後160年の寛永19年（1642年）、『群書類従』の発行で再び脚光を浴び、一休頓智ばなしなどで一休説話が後世に広まった。